# Steatoda longurio
Steatoda longurio là một loài nhện trong họ Theridiidae.
Loài này thuộc chi Steatoda. Steatoda longurio được Eugène Simon miêu tả năm 1909.